# ザ・チャイルド (1999年の映画)
『ザ・チャイルド』（Children of the Corn 666: Isaac's Return）は、1999年に公開されたアメリカのホラー映画である。『チルドレン・オブ・ザ・コーン5:恐怖の畑』の続編であり、『チルドレン・オブ・ザ・コーン』シリーズの6作目にあたる。

## ストーリー
1作目でアイザックをリーダーにしていた世代のグループは今では昏睡状態になっていたアイザックの復活を待ち望んで生存していた。

無事、復活したアイザックと率いる信者らは再び、信仰による殺人を行う。

## キャスト
| 役名           | 俳優                         | 日本語吹替 |
| -------------- | ---------------------------- | ---------- |
| ハンナ         | ナタリー・ラムシー           | 小林さやか |
| アイザック     | ジョン・フランクリン         | 伊藤和晃   |
| ガブリエル     | ポール・ポポウィッチ         | 高瀬右光   |
| レイチェル     | ナンシー・アレン             | 野沢由香里 |
| マイケルズ医師 | ステイシー・キーチ           | 楠見尚己   |
| コーラ         | アリックス・コロムゼイ       | 園田恵子   |
| マット         | ジョン・パトリック・ホワイト |            |
| モーガン       | シドニー・ベネット           |            |
| ジェシー       | ネイザン・ベクストン         |            |
| ジェイク       | ウィリアム・プラエル         |            |
| ザカライア     | ゲイリー・ブロック           |            |

## スタッフ
- 監督：カリ・スコグランド
- 製作：ビル・ベリー、ジェフ・ジョフレイ、ウォルター・ジョステン
- 製作総指揮：ジェニ・シャーウッド、ルイス・スピーグラー
- 原作：スティーヴン・キング
- 脚本：ティム・スルカ、ジョン・フランクリン
- 撮影：リチャード・クラボー
- 音楽：テリー・ハード
- 編集：トロイ・タカキ